# Aerogallo
Aerogallo (італ. Літаючий півень) — італійський легкий літак, побудований дизайнером та інженером Оттоне Бадджіо. Літак був побудований у 2009 році, але при спробі злетіти сталася аварія і конструктор протягом двох років переробляв, ремонтував і допрацьовував свій проєкт.

## Конструкція
В «голові» «півня» прихований двигун, встановлений на рамі, і крутний трилопатевий пропелер. Конструкція змішана, дерев'яно-металева: каркас фюзеляжу зроблений з металевих труб і обтягнутий тканиною, крило виготовлено з деревини. Автором аерографії є дизайнер Джуліано Бассо. Штурвал, на відміну від інших літаків, діє навпаки: для набору висоти його потрібно штовхати від себе, а для зниження — тягнути на себе. На літаку встановлена акустична система, яка здатна видавати 15 різних півнячих криків. У польоті «Aerogallo» може скидати пір'я, які перед злетом кладуться в спеціальну коробку у хвості літака. Шасі тристійкове із хвостовим колесом.

## Експлуатація
Перший політ відбувся 26 грудня 2011 року. Льотчиком-випробувачем був Даніель Бельтрам. Літак став родзинкою програми ряду італійських і світових авіашоу. Авіаційний музей Капроні нагородив конструктора Оттоне Бадджіо спеціальним призом за привнесення гумору в авіацію.